# 大慶東駅
大慶東駅（だいけいひがしえき）とは、中華人民共和国黒竜江省大慶市龍鳳区に位置する浜洲線、哈斉旅客専用線の駅。駅の代碼は57407。

## 歴史
- 1960年 龍鳳駅として開業。
- 2015年2月9日 大慶東駅に改称[1]。

## 隣の駅
中華人民共和国鉄道部
浜洲線
臥里屯駅 - 大慶東駅 - 大慶駅
哈斉旅客専用線
安達駅 - 大慶東駅 - 大慶西駅

## 脚註
1. ↑  龙凤火车站9日更名为大庆东站

座標: 北緯46度31分51秒 東経125度06分58秒 / 北緯46.5307度 東経125.1161度